# Veronika Šaraboková
Veronika Šaraboková (* 6. September 1989 in Bratislava) ist eine slowakische Fußballspielerin.

## Karriere

### Verein
Geržová begann ihre Karriere mit Skloplast Trnava und wechselte im Sommer 2008 zum Ligarivalen FK Slovan Duslo Šaľa. Ende Juni 2012 unterschrieb sie gemeinsam mit Vereinskollegin Eva Kolenová beim österreichischen Erstligisten SKV Altenmarkt.

### International
Šaraboková ist A-Nationalspielerin der slowakischen Fußballnationalmannschaft der Frauen.

## Privates
Šaraboková besuchte das Základná škola Trstín.